# 王世纪
王世纪（1924年—1991年），曾用名长松，男，湖南湘乡人，中国结构工程专家，曾任湖南大学教授、博士生导师。